# Мемориальный музей М. А. Шолохова в Западном Казахстане
Мемориальный музей М. А. Шолохова в Западном Казахстане — самый первый музей писателя М. А. Шолохова. Был открыт при его жизни в сентябре 1979 года. Находится в селе Дарьинское Западно-Казахстанской области Казахстана, в 30 км от Уральска. Филиал Западно-Казахстанского областного историко-краеведческого музея в Уральске.

## История
Инициатором создания музея был писатель Н. Ф. Корсунов, который в течение долгого времени общался с М. А. Шолоховым, когда тот приезжал в Западный Казахстан. Н. Ф. Корсунов опубликовал книгу воспоминаний «С Шолоховым. Встречи. Беседы. Переписка» (Оренбургское книжное издательство, 2000).
Поводом к открытию музея послужило то, что в Дарьинском с 27 июля 1942 года по конец ноября 1943 года в эвакуации была семья М. А. Шолохова, а сам он, будучи военным корреспондентом газет «Правда» и «Красная звезда», приезжал сюда навестить семью. Здесь же он работал над военными очерками и первыми главами своего военного романа «Они сражались за Родину».
После войны М. А. Шолохов, его супруга Мария Петровна, сыновья Александр и Михаил в течение почти 30 лет приезжали в Западно-Казахстанскую область, где писатель не только охотился и рыбачил, но и работал над романом «Они сражались за Родину», над докладом в Лондоне о Льве Толстом, начинал писать очерк «По Западному Казахстану». В октябре 1965 года здесь он узнал, что стал Нобелевским лауреатом.
Мемориальный музей М. А. Шолохова — средоточие всего, что связано с пребыванием писателя в Казахстане. В музейный комплекс входят отдельно расположенный мемориальный дом и двухэтажный корпус, в котором шесть экспозиционных залов площадью 1039 кв. м. На первом этаже расположены картинная галерея и конференц-зал на 60 мест. На втором — отдел природы, археологии и этнографии.
Музей поддерживает связи с Государственным музеем-заповедником М. А. Шолохова (ГМЗШ) в станице Вёшенской. Начиная с 2000 года идёт активный обмен делегациями сотрудников двух музеев, общественности и работников культуры. Не раз в музее были сын писателя, Михаил Михайлович Шолохов, и внук, Александр Михайлович — директор ГМЗШ.